# Západočeský krajský přebor 1990/1991
V Krajském přeboru Západočeského kraje 1990/1991 (jedna ze skupin 5. fotbalové ligy) se utkalo 14 týmů každý s každým dvoukolovým systémem podzim–jaro. Do Divize A 1991/1992 postoupil vítězný tým FC Slavia Karlovy Vary, do I. A třídy Západočeského kraje 1991/1992 sestoupil poslední tým VTJ Stod.

## Konečná tabulka
| Poř. | Tým                         | Z  | V  | R | P  | VG | OG | B  |
| ---- | --------------------------- | -- | -- | - | -- | -- | -- | -- |
| 1.   | FC Slavia Karlovy Vary      | 26 | 15 | 6 | 5  | 49 | 26 | 36 |
| 2.   | SK Bolevec                  | 26 | 13 | 8 | 5  | 43 | 28 | 34 |
| 3.   | TJ Spartak Chodov           | 26 | 14 | 4 | 8  | 47 | 32 | 32 |
| 4.   | SKPP Domažlice              | 26 | 12 | 7 | 7  | 47 | 39 | 31 |
| 5.   | Lokomotiva Cheb             | 26 | 11 | 6 | 9  | 51 | 44 | 28 |
| 6.   | Chanos Chanovice            | 26 | 9  | 9 | 8  | 34 | 33 | 27 |
| 7.   | TJ Dynamo ZČE Plzeň         | 26 | 8  | 9 | 9  | 36 | 38 | 25 |
| 8.   | TJ Sokol Útvina             | 26 | 9  | 6 | 11 | 39 | 36 | 24 |
| 9.   | FC Viktoria Mariánské Lázně | 26 | 8  | 7 | 11 | 38 | 45 | 23 |
| 10.  | TJ Škoda Ostrov (N)         | 26 | 10 | 3 | 13 | 34 | 42 | 23 |
| 11.  | TJ ČSAD Plzeň               | 26 | 7  | 9 | 10 | 37 | 50 | 23 |
| 12.  | TJ Spoje Plzeň              | 26 | 9  | 4 | 13 | 39 | 53 | 22 |
| 13.  | SK Rapid Plzeň (N)          | 26 | 7  | 6 | 13 | 30 | 48 | 20 |
| 14.  | VTJ Stod (N)                | 26 | 7  | 2 | 17 | 42 | 56 | 16 |

Poznámky:
- Z = Odehrané zápasy; V = Vítězství; R = Remízy; P = Prohry; VG = Vstřelené góly; OG = Obdržené góly; B = Body; (S) = Mužstvo sestoupivší z vyšší soutěže; (N) = Mužstvo postoupivší z nižší soutěže (nováček)

|  | Postup do Divize A 1991/1992                       |
|  | Sestup do I. A třídy Západočeského kraje 1991/1992 |